# Trioza babugani
Trioza babugani är en insektsart som beskrevs av Loginova 1964. Trioza babugani ingår i släktet Trioza och familjen spetsbladloppor. Inga underarter finns listade i Catalogue of Life.